# Réunion Administrative des Sénateurs ne Figurant sur la Liste d'Aucun Groupe
De Réunion administrative des sénateurs ne figurant sur la liste d'aucun groupe Rasnag,  Nederlands: Bestuursvergadering senatoren op geen lijst van een andere groep geplaatst, is een parlementaire groepering of fractie in de Franse Senaat, in de Sénat.

## Geschiedenis en samenstelling
Er werd op 23 juli 2008 een wettelijke verplichting voor parlementaire groeperingen ingevoerd, dat zij uit ten minste 15 leden moesten bestaan, maar daardoor ontstond er een probleem voor de kleine, veelal rechtse of centrumrechtse fracties. Zij besloten zich aaneen te sluiten in de Réunion administrative des sénateurs ne figurant sur la liste d'aucun groupe. Het is een losse aaneenschakeling van senatoren, waarvan de leden zichzelf niet als parlementaire groepering of fractie zien. Philippe Adnot treedt als fractievoorzitter op. Leden van de volgende politieke partijen doen mee:
- Mouvement Libéral et Modéré
- Les Républicains
- Démocratie et République
- Rassemblement National
- en een afgevaardigde van Divers Droite

## Leden
- Gérard Collomb, voormalig lid

## Websites
- (fr)  La rasnag
- (fr)  La rasnag. Les Sénateurs Non-Inscrits.

Samenstelling per 27 juli 2019 
 De deelnemende partijen met de meeste zetels worden genoemd, alleen de partijen met een enkele zetel binnen de fractie ontbreken.